# Фатима (фильм, 2020)
«Явление» («Фатима») (англ. Fatima) — религиозный драматический фильм 2020 года режиссёра Марко Понтекорво. В ролях Жоаким де Алмейда, Горан Вишнич, Харви Кейтель, Соня Брага, Стефани Хиль и Лусия Мониш.
В фильме, основанном на событиях 1917 года о Чуде Богоматери Фатимы, используется оригинальная песня «Gratia Plena» («Полная благодати»), исполненная Андреа Бочелли и написанная итальянским композитором Паоло Буонвино.

## Сюжет
Десятилетняя пастушка Лусия душ Сантуш и её двоюродные брат и сестра — Франсишку и Жасинта Марту — сообщают, что получили явления Пресвятой Девы Марии в Фатиме, Португалия, около 1917 года. Их откровения вдохновляют верующих, но вызывают гнев официальных лиц как католической церкви, так и светского правительства, которые пытаются заставить их отказаться от своей истории. По мере распространения слухов об их пророчестве десятки тысяч религиозных паломников стекаются на это место, чтобы стать свидетелями того, что стало известно как Чудо Солнца.

## В ролях
- Жоаким Ди Алмейда — отец Феррейра
- Горан Вишнич — Артуро[2]
- Стефани Хиль — молодая Лусия де Жезуш Сантуш
- Алехандра Ховард — в роли двоюродной сестры Люсии Жасинты Марту
- Хорхе Ламелас — в роли двоюродного брата Люсии Франсишку Марту
- Лусия Мониш[англ.], в роли Марии Розы
- Марко д’Алмейда, в роли Антониу
- Жуана Рибейру, в роли Девы Марии
- Соня Брага в роли сестры Люсии
- Харви Кейтель в роли профессора Николса[3]

## Кинопроизводство

### Развитие кинопроизводства
Первой значимой работой Понтекорво в качестве режиссёра была драма «Па-ра-да. Он также работал над телесериалами от студии HBO »Игра престолов" и «Рим» .
Боб Берни и Джин Р. Берни, соруководители кинолаборатории Picturehouse, приобрели права на фильм в Северной Америке в 2019 году. Семья Берни заключила сделку с Джеймсом Т. Волком, председателем и основателем Origin Entertainment, которая продюсировала фильм в сотрудничестве с Elysia Productions и Rose Pictures. В то время как в Newmarket Films, Боб Берни разработал и курировал маркетинговую стратегию для фильма Мела Гибсона 2004 года «Страсти Христовы» .

### Экранизация
В мае 2017 года в рамках кинопроизводства была снята годовщина в честь 100-летия в Фатиме, которую праздновал Франциск, и отрывки отснятого материала использовались в финальном титре. Основные съемки начались в сентябре 2018 года, фильм был полностью снят в Португалии . Сцены снимались в Фатиме, Сезимбре, Сидаделе (Пиньель), Томаре, Коимбре и Тапада-де-Мафра .

## Премьера фильма
Фильм «Фатима» был показан в некоторых кинотеатрах в цифровом виде через премиум-видео по запросу 28 августа 2020 года компанией Picturehouse . Изначально фильм планировалось выпустить 24 апреля но позже его премьера была отложена до 14 августа 2020 года, а затем снова до 28 августа из-за продолжающейся пандемии COVID-19 .

## Отзывы
На Rotten Tomatoes фильм получил рейтинг одобрения 63 % на основе 40 обзоров. Критический консенсус сайта гласил: «Трудно не уважать, но трудно любить, в Фатиме показана невероятно правдивая история». На Metacritic рейтинг фильма- 51 % на основе отзывов 10 критиков, что указывает на «смешанные или средние отзывы».
Ричард Ропер из Chicago Sun-Times дал положительно оценил фильм и написал: "В процветающем жанре религиозных фильмов это одно из лучших достижений, которые мы видели. Питер Дебрюге из Variety написал: "Хотя Фатима не особенно искусна, она чтит тех, кто придерживается своих убеждений. То, что его образцами для подражания являются дети, делает это послание ещё более примечательным "